# Foreign white
Il Foreign White è un tipo di gatto Siamese a mantello bianco puro.

## Introduzione
Il Foreign White è una razza riconosciuta nel 1977 e nasce dall'incrocio tra il gatto Siamese e il gatto bianco a pelo corto. La maggior parte dei gatti bianchi a pelo corto sono sordi o hanno un'altissima probabilità di generare cucciolate di gattini sordi; il Foreign White non presenta alcuna caratteristica analoga. I primi esemplari si ottennero intorno agli anni ‘60, in Inghilterra, ma ci vollero ben 5 generazioni per ottenere soggetti bianchi dagli occhi blu.
Le varie associazioni non sono concordi nella sua classificazione. 
Per il GCCF, il Foreign White è un Orientale bianco: è ammesso solo con gli occhi azzurri, in Europa, per la FIFe e per molti club indipendenti il Foreign White è un Siamese bianco, negli Stati Uniti è considerato un Orientale bianco.

## Caratteristiche fisiche
La caratteristica fondamentale del Foreign White è il colore bianco candido del manto, la coda lunga ma molto sottile e i grandi occhi azzurri.
Gli arti  sono lunghi e affusolati; la sua corporatura rientra nella media, le zampe posteriori sono più lunghe di quelle anteriori rendendolo snello e molto elegante. Il muso è allungato e la testa cuneiforme. Gli occhi sono a mandorla ma leggermente obliqui; ha delle orecchie molto grandi rispetto alla sua corporatura; esse sono larghe alla base e diagonali ai lati della testa. Il muso e le orecchie hanno la forma di un triangolo equilatero capovolto con gli angoli arrotondati. Il mantello è corto, sottile e setoso; quasi sprovvisto di sottopelo.

### Similitudine con il gatto Siamese

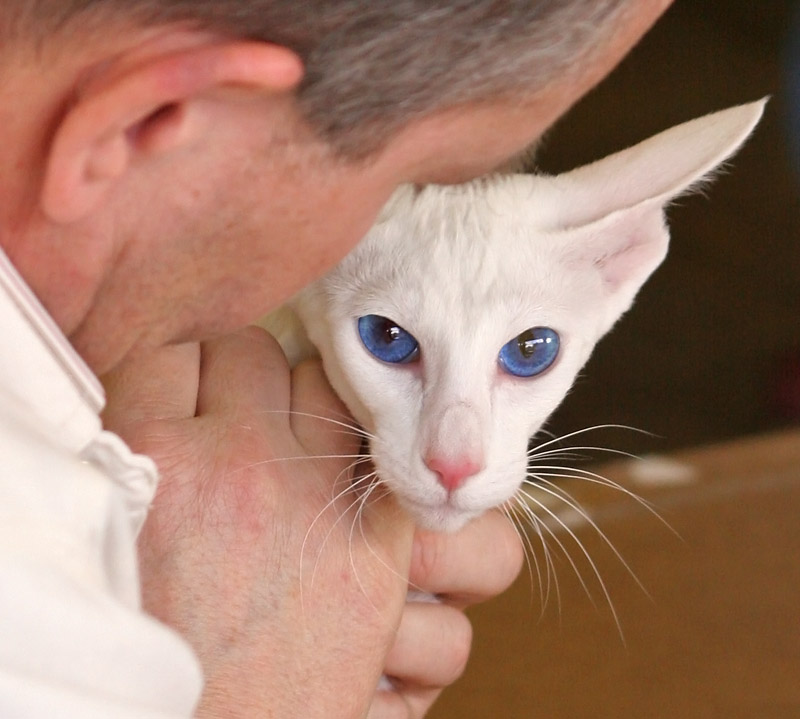

Le caratteristiche del Foreign White sono molto simili alla razza Siamese. Il colore degli occhi può essere azzurro e deriva dal patrimonio genetico tipico della razza Siamese mentre il mantello presenta varie colorazioni, tra cui: tinta unita, bicolore, tabby, smoke, shaded, squama di tartaruga.
Viste le notevoli e analoghe caratteristiche con il gatto Siamese, è opportuno segnare che, a livello genetico, il termine Siamese non è una razza, bensì una peculiarità che riguarda la colorazione del pelo e, ancora più precisamente, delle estremità di questo, detto colourpoint. Questa varietà di colorazione varia in base alla temperatura in cui l'animale vive, infatti, dove questa è più alta, sarà più chiara alla base e più scura nelle punte, mentre nei paesi più freddi, quindi dove la temperatura è minore, si avrà un tono di colore più scuro.
Il colore sulle estremità del pelo è visibile dopo tre-quattro settimane di vita ma già dopo sette-dieci giorni dalla nascita si può osservare una lieve variazione di colore. Anche l'età del gatto influisce sulla colorazione del mantello, tanto più invecchia tanto più il colore sarà scuro.

## Carattere e comportamento
Il Foreign White ha un carattere molto socievole, affettuoso e dolce. A differenza delle altre razze feline, è un gatto molto morboso e certe volte prepotente, non si affeziona alla casa o all'ambiente in cui vive bensì al padrone, alla persona che lo cura, che gli offre il cibo e chiunque gli dimostri affetto e amore. È molto vivace ma allo stesso tempo dolce con i bambini, infatti potrebbe diventare loro compagno di gioco soprattutto quando questi sono piccoli.
È un animale che miagola molto ma lo fa esclusivamente per attirare l'attenzione, per questo è molto adatto per gli anziani e per persone calme, non ama essere manipolato da estranei ed è insofferente verso qualunque obbligo.
Se abituato sin da piccolo al guinzaglio è considerato l'unico gatto da compagnia per lunghe passeggiate.
È un animale molto comunicativo, ha sempre bisogno di essere al centro dell'attenzione e non sopporta quindi la solitudine. È un felino dotato di grande sensibilità, in grado di dare, ma anche di ricevere moltissimo affetto, infatti, con anziani o persone sole trova istantaneamente sintonia.

## Manutenzione
Per quanto riguarda la manutenzione il Foreign White non richiede delle particolari attenzioni; a differenza di altre razze di felini, questo non va pettinato oppure lavato spesso, esso è molto pulito, tiene molto alla sua igiene e non richiede particolari attenzioni di questo tipo al padrone. Una particolarità che rende più difficoltosa la gestione del Foreign White è quella di cercare di comprendere subito il suo carattere un po' vivace ma, allo stesso tempo molto dolce e amorevole.